# Paluvai
Paluvai è una suddivisione dell'India, classificata come census town, di 7.206 abitanti, situata nel distretto di Thrissur, nello stato federato del Kerala. In base al numero di abitanti la città rientra nella classe V (da 5.000 a 9.999 persone).

## Geografia fisica
La città è situata a 10° 33' 26 N e 76° 02' 42 E.

## Società

### Evoluzione demografica
Al censimento del 2001 la popolazione di Paluvai assommava a 7.206 persone, delle quali 3.267 maschi e 3.939 femmine. I bambini di età inferiore o uguale ai sei anni assommavano a 781, dei quali 387 maschi e 394 femmine. Infine, coloro che erano in grado di saper almeno leggere e scrivere erano 6.063, dei quali 2.790 maschi e 3.273 femmine.